# Теляшев, Гумер Гарифович
Гумер Гарифович Теляшев (13 декабря 1931 — 2 июня 2016) — советский и российский учёный в области технологии нефтепереработки, главный технолог ГУП «Институт нефтехимпереработки Республики Башкортостан», Герой Социалистического Труда. 

## Биография
Родился в селе Имай-Кармалы Давлекановского района Башкирской АССР.
В 1962 г. окончил Уфимский нефтяной институт. Трудовую деятельность начал в 1950 г. помощником оператора ордена Ленина Уфимского нефтеперерабатывающего завода. С 1954 г. оператор, старший оператор, начальник установки Ново-Уфимского нефтеперерабатывающего завода. В 1959 г. бригада Г.Г. Теляшева обязалась довести межремонтный период работы технологической установки до одного года вместо трех месяцев по плану.
В дальнейшем бригада обеспечила беспрерывную работу установки в течение 20 месяцев, что явилось всесоюзным рекордом. Проведенная по его инициативе реконструкция технологического оборудования увеличила мощность установки почти в два раза.
За выдающиеся производственные успехи и проявленную инициативу в организации соревнования за звание бригад и ударников коммунистического труда Указом Президиума Верховного Совета СССР от 28 мая 1960 г. Г. Г. Теляшеву присвоено звание Героя Социалистического Труда.
В 1964—1967 годах — начальник исследовательской лаборатории ректификации. В 1964 году он участвовал в пуске нефтеперерабатывающего завода в Германской Демократической Республике. С 1967—1989 гг. — начальник опытно-исследовательского цеха, с 1989 г. — директор научно-технологического цеха, одновременно с 1994 г. — профессор кафедры технологии переработки нефти и газа Уфимского государственного нефтяного технического университета. В 1998—2002 гг. — директор, заместитель директора ООО «Инженерный центр нефтехимпереработки «Интеко». В 2002 г. — заместитель директора ООО «Проектный институт «Востокнефтезаводмонтаж», позже — главный технолог ГУП «Институт нефтехимпереработки Республики Башкортостан».
Доктор технических наук, профессор (1993). 
Научно-производственная деятельность Теляшева связана с проблемами углубленной переработки нефти. Под руководством Г. Г. Теляшева получили промышленную реализацию высокоэффективные конструкции и аппараты, была внедрена технология производства экологически чистых моторных топлив, впервые в стране организовано производство игольчатого кокса, необходимого при выплавке легированных сталей.

## Награды и звания
Герой Социалистического Труда (1960).
Лауреат премии Правительства РФ в области науки и техники (2015).
Заслуженный рационализатор Башкирской АССР (1978). Заслуженный химик Башкирской ССР (1991). Почетный нефтяник РФ (1996).
Почетный нефтяник РФ (1996). Почётный гражданин Орджоникидзевского района г. Уфы.

## Награды
- Герой Социалистического Труда (1960)
- Награждён орденом Ленина